# Hexatoma alboguttata
Hexatoma alboguttata är en tvåvingeart som först beskrevs av Matsumura 1916.  Hexatoma alboguttata ingår i släktet Hexatoma och familjen småharkrankar. Inga underarter finns listade i Catalogue of Life.